# Тростянецьке нафтове родовище
Тростянецьке нафтове родовище — належить до Монастирищенсько-Софіївського нафтоносного району Східного нафтогазоносного регіону України.

## Опис
Розташоване в Чернігівській області, на відстані 45 км від м. Ічня.
Знаходиться на півн.-зах. приосьової зони Дніпровсько-Донецької западини в межах півн.-зах. схилу Срібнянської депресії. Підняття (куполоподібна складка, 2,3х1,8 м по ізогібсі -4760 м) виявлене в 1973-74 рр. У 1981 р. з відкладів верх. візе (інт. 4918-4925 м) одержано фонтан нафти дебітом 163,6 т/добу через штуцер 8 мм. Нафтоносні г.п. — алевроліти та пісковики.
Поклад пластовий, склепінчастий, літологічно обмежений. Експлуатується з 1982 р., причому перші три роки свердловина фонтанувала. Режим покладу пружноводонапірний. Запаси початкові видобувні категорій А+В+С1 — 155 тис.т нафти. Густина дегазованої нафти 779-807 кг/м³.